# 麥當娜音樂作品
麥當娜音樂作品可以指：
- 麥當娜專輯列表，美國歌手麥當娜發佈的專輯音樂作品
- 麥當娜單曲列表，美國歌手麥當娜發佈的單曲音樂作品

|  | 这是一个同类索引条目，列出擁有相同或近似名稱的同類型項目。 若您循內部連結來到此頁面，請考慮修正該，將其指向正確的條目。 |